# Зураб I, эристави Арагви
Князь Зураб Эристави (груз.: ზურაბ ერისთავი), также известный как Сохраб (род. 1591 — ум. 1629) — грузинский князь Арагвского эриставства (1619—1629), первоначально лоббировавший интересы Сефевидской Персии в Картлийском царстве и игравший ведущую роль в грузинской политике в первые десятилетия XVII века.
Позже он присоединился к антисефевидскому восстанию Георгия Саакадзе в 1625—1626 годах, однако позднее рассорился с ним и перешел на сторону царя Кахетии, Теймураза I против Саакадзе, но в конечном итоге был устранен самим Теймуразом.

## Биография
Зураб был одним из самых высокопоставленных грузинских дворян того времени. Он был сыном князя Нугзара I, Арагвского эристава (1600—1611) и имел одного старшего брата по имени Баадур.
В 1619 году с помощью сефевидских войск и назначенного Сефевидами правителя в Тифлисе, хана Семаюна (Симона II) Зурабу удалось изгнать из Базалети своего старшего брата Баадура.
Получив от Персии помощь, он начал совершать набеги на жителей Мтиулети и Хеви; Зураб сумел подчинить себе эти территории и получил широкую известность в Грузии. Выдав свою дочь за Георгия Саакадзе, Саакадзе стал зятем Зураба. Сам Зураб был зятем Теймураза I, женившись на Нестан-Дареджан в 1623 году.
Когда в 1624 году сефевидский шах Аббас I (годы правления 1588—1629) решил выдать свою внучку замуж за Симона II, Зураб Эристави и Андукапар Амилахвари развлекали гостей во время свадебного торжества по приказу Георгия Саакадзе.
Весной 1625 года весьма большая персидская армия пришла в Картлийское царство, в которой князь Георгий Саакадзе случайно перехватил гонца с письмом, и прочитая его содержимое, узнал, что шах приказал после завершения депортации грузинского населения вглубь Персии ликвидировать и самого Саакадзе. Георгию Саакадзе пришлось поднять бунт по всей восточной Грузии, и привлечь на свою сторону Зураба. Несмотря на то, что Зураб оставил в заложниках свою собственную жену в Персии, в обмен на одобрение Зураба как эристава Арагви со стороны Персии, соглашается на бунт, фактически жертвуя её жизнью. Об этом указывал царь Арчил II, в своей поэме «Беседа Теймураза и Руставели», в которой он описывает Георгия Саакадзе и Зураба:
Чудеса свершил он в битве, приближая день свободы,

Даже рыцари из мифов не сравнятся с ним во славе.

Всё здесь сказанное — правда, ложь нас ввергнет в лоно ада.

В жертву принесли свободе Эристав — жену, Он — сына.

Передайте всем потомкам, чтобы помнили в столетьях:

Всё для веры и отчизны Витязь Грузии отдаст!..
Во время битвы при Марткопи, Зураб и Георгий Саакадзе возглавляли грузинские войска. Зураб возглавил атаку со своими основными силами после того, как Карачакай-хан и другие сефевидские командиры были убиты Саакадзе и его сыном Автандилом, которым помогали грузинские дворяне, что привело к фактическому уничтожению персидских войск, оставшихся без лидера.
В результате битвы при Марткопи, Зурабу удалось пленить Андукапара Амилахвари, и Зураб запер его в своей крепости Арша (по версии, изложенной хронистом и современником этих событий, Искандером Мунши, князя Амилахвари эристав Зураб запер в крепости Ананури, персы прошли через Арагвскую реку до Ананури, вытащили Андукапара из плена, после чего узнали, что на обратном пути им уготовлена засада, поэтому ушли через Душетское нагорье в Ксанское ущелье. Этот манёвр был замечен, грузинская армия бросилась в погоню, но успела только атаковать хвост колонны где-то в Ксанском ущелье. В этом арьергардном бою погиб Шахбенде-хан, беглербег Азербайджана. Казак-хан, беглербег Ширвана, попал в плен, но Саакадзе по старой дружбе обошёлся с ним мягко и тот вскоре сбежал). По общепринятой версии, шах Аббас потребовал освободить Андукапара, и послал за ним войско числом 12000 человек. Зураб обещал пропустить их через Арагвское ущелье в Мохеве. Персы перешли Крестовый перевал, спустились к Арше, забрали из крепости Андукапара, ушли обратно за перевал, перешли в Ксанское ущелье и уже там на них напала грузинская армия.
Когда летом 1626 года произошел окончательный «разрыв» между Теймуразом I и Георгием Саакадзе, Зураб Эристави примкнул к Теймуразу. Причиной послужил кризис при выборе царя на престол Картли. Князьям Зурабу и Георгию нужно было пригласить кого-то из рода Багратионов, избрали Кайхосро Мухранского, но позднее Зураб пригласил Теймураза I Кахетинского, укрывавшегося в Имеретинском царстве.
После этого более возвысился Зураб эристави и не слушался моурава. Оскорбился этим моурави и склонился на сторону Кайхосро и перестал пускать Зураба в Картли.Вахушти Багратиони, история царства Грузинского
Бывшие друзья, Зураб и Георгий Саакадзе, встретились осенью 1626 года возле озера Базалети и произошла кровавая бойня. Зураб одолел Георгия Саакадзе, и тот сбежал в Османскую империю, где будет убит через три года вместе со своим сыном Автандилом, и князем Кайхосро Багратион-Мухранским. Зураб отнял у князей Багратион-Мухранских княжество Самухрано, и отдал этот феод кахетинскому царевичу Давиду, сыну Теймураза I, которого убьют в 1648 году при поддержке князя Элизбара Багратион-Давитишвили, во время очередной военной вспышки, подогреваемой со стороны Сефевидской Персии.
В 1629 году Зураб был устранен по приказу Теймураза I, вскоре после того, как царь Кахетии Теймураз I организовал убийство Симона II руками арагвского эристава Зураба. Зураб отрезал голову Симону в замке Схвило, принадлежавшем князьям Амилахвари. Это навело царя Теймураза I на мысли, что Зураб становится очень опасным политическим противником, способным на убийство даже царя. В результате этого, Теймураз организовал ликвидацию Зураба. Это произошло в селе Сапурцле (современный Натахтари), когда Теймураз I пригласил Зураба в свои владения под видом ужина, где устранил Зураба.

## Семья
Зураб был женат на Нестан-Дареджан, дочери царя Кахетии Теймураза I Багратиони. Этот брак обеспечил отцу Дареджан поддержку со стороны её мужа против полководца Георгия Саакадзе, хотя последний был женат на сестре князя Арагви. Избавившись от противника, Теймураз спровоцировал Зураба убить соперничавшего с ним про-иранского правителя Симона II, царя Картли, что тот и исполнил в 1630 году. Но вскоре отец Дареджан стал подозревать её мужа в желании занять его трон. Он пригласил эристава Арагви к себе на ужин, и когда тот пришёл, приказал его обезглавить. Затем Теймураз I отправил отрубленную голову Зураба персидскому шаху Сефи, чтобы доказать тому свою преданность и непричастность к убийству Симона II. Вскоре после ликвидиции Теймуразом эристава Зураба, его жену Нестан-Дареджан прямо в Сапурцле, на месте убийства Зураба, выдали замуж за Александра III (на тот момент царевича, позднее царя Имеретии) из имеретинской ветви Багратионов.
Супруга Зураба, Нестан-Дареджан, является прямой виновницей хаоса, постигшего Имеретинское царство, нанесшего Имеретии непоправимый урон вплоть до вхождения в состав Российской империи. Саму Нестан-Дареджан, вместе с её новым супругом (третий брак Дареджан) Вахтангом Чучунаишвили, которого сама Дареджан возвела на трон Имеретинского царства, ликвидировали западногрузинские феодалы. «Парижская хроника», написанная анонимом, сообщает, что Хосия Ахвледиани, в сговоре с князем Сехнией Чхеидзе, напал на Дареджан, когда они обсуждали государственные дела в присутствии Софрона, епископа Гелатского. Хосия ранил царицу в грудь выстрелом из мушкета, затем связал её и заплатил солдатам османского гарнизона, чтобы те закололи Дареджан до смерти в воротах крепости. Вахтанг в это время был обезглавлен.

## В массовой культуре
- фильм Георгий Саакадзе (1942, СССР) — роль арагвского эристава Зураба исполняет грузинский актёр Александр Омиадзе (21.08.1904 — 27.07.1972).